# Eccellenza Liguria
Come previsto dalla Lega Nazionale Dilettanti le squadre liguri partecipanti al Campionato di Eccellenza sono state inserite in un unico girone dalla prima edizione alla stagione 2019-2020, il numero era stato fissato a sedici squadre partecipanti fin dalla stagione 2007-2008, con le compagini iscritte che si affrontavano in un girone all'italiana con scontri di andata e ritorno, e al termine delle trenta giornate veniva stilata una classifica in base ai punti conseguiti. 
Dal 2020-21 è invece stato introdotto un nuovo formato, complice la diffusione del Covid-19, con suddivisione delle oltre venti partecipanti, tra due gironi.  
Poi, si è  tornati prima ad un torneo a 18 squadre, Eccellenza Liguria 2022-2023, poi alla consueta formula a sedici squadre nel campionato successivo in un girone unico all'italiana con partite di andata e ritorno.
Alla fine di ogni stagione la squadra che vince il campionato è Campione ligure, e viene direttamente promossa in Serie D. La squadra vincente dopo i play-off, invece, accede agli spareggi nazionali.
Il numero di squadre retrocesse è pari a tre, ma può variare a seconda del numero di retrocessioni di squadre liguri dalla Serie D e dalla eventuale promozione in Serie D.

## Albo d'oro
| Stagione | Campione              | Promossa dopo i playoff nazionali | Ai playoff nazionali  | Capocannoniere | Capocannoniere  | Capocannoniere          |
| Stagione | Campione              | Promossa dopo i playoff nazionali | Ai playoff nazionali  | Reti           | Giocatore       | Squadra                 |
| -------- | --------------------- | --------------------------------- | --------------------- | -------------- | --------------- | ----------------------- |
| 1991-92  | Sanremese             |                                   |                       | 21             | Spatari         | Sanremese               |
| 1992-93  | Migliarinese          |                                   |                       | 21             | Belvedere       | Vado                    |
| 1993-94  | Sestrese              |                                   | Imperia               | 15             | Santoro         | Sestrese                |
| 1994-95  | Pontedecimo           |                                   | Pegliese              | 14             | Formoso         | Loanesi                 |
| 1995-96  | Sanremese             |                                   | Imperia               | 19             | Alfano          | Imperia                 |
| 1996-97  | Entella Chiavari      |                                   | Vado                  | 19             | Prestia         | Vado                    |
| 1997-98  | Sestrese              |                                   | Sarzanese             | 23             | Vona            | Finale                  |
| 1998-99  | Entella Chiavari      |                                   | Fezzanese             | 18             | Villa           | Loanesi                 |
| 1999-00  | Savona                |                                   | Vado                  | 19             | Calabria        | Savona                  |
| 2000-01  | Vado                  |                                   | Fo.Ce. Vara           | 19             | Prestia         | Vado                    |
| 2001-02  | Lavagnese             |                                   | Fo.Ce. Vara           | 19             | Vittori         | Finale                  |
| 2002-03  | Fo.Ce. Vara           |                                   | Sestri Levante        | 25             | Alberti         | Fo.Ce.Vara              |
| 2003-04  | Loanesi San Francesco |                                   | Virtus Entella        | 20             | Alberti         | Loanesi                 |
| 2004-05  | Sestri Levante        |                                   | Sestrese              | 19             | Micheli         | Sarzanese               |
| 2005-06  | Imperia               | Sarzanese                         |                       | 27             | Prunecchi       | Loanesi                 |
| 2006-07  | Sestrese              |                                   | Virtus Entella        | 28             | Florio          | Sammargheritese         |
| 2007-08  | Virtus Entella        |                                   | Arenzano              | 23             | Florio          | Sammargheritese         |
| 2008-09  | Arenzano              |                                   | Loanesi San Francesco | 23             | Florio          | Rapallo                 |
| 2009-10  | Sanremese             | Caperanese                        |                       | 27             | França          | Caperanese              |
| 2010-11  | Bogliasco             | Pro Imperia                       |                       | 24             | Baudi           | Fezzanese               |
| 2011-12  | Sestri Levante        |                                   | Vallesturla           | 26             | Martin          | Vallesturla             |
| 2012-13  | Vado                  |                                   | Finale                | 21             | Cacciapuoti     | Casarza Ligure          |
| 2013-14  | Argentina             |                                   | Magra Azzurri         | 21             | Prunecchi       | Imperia                 |
| 2014-15  | Ligorna               | Fezzanese                         |                       | 22             | Baudi           | Fezzanese               |
| 2015-16  | Finale                |                                   | Magra Azzurri         | 32             | Bertuccelli     | Magra Azzurri           |
| 2016-17  | Albissola             |                                   | Vado                  | 25             | Parodi          | Genova                  |
| 2017-18  | Fezzanese             |                                   | Imperia               | 27             | Daddi           | Imperia                 |
| 2018-19  | Vado                  |                                   | Rivarolese            | 19             | Ilardo          | Genova                  |
| 2019-20  | Imperia               | Sestri Levante                    |                       | 14             | Capra, Saviozzi | Imperia, Cairese        |
| 2020-21  | Ligorna               |                                   |                       |                |                 |                         |
| 2021-22  | Fezzanese             |                                   | Taggia                | 21             | Parodi          | Genova                  |
| 2022-23  | Albenga               | Lavagnese                         |                       | 21             | Sogno           | Albenga                 |
| 2023-24  | Imperia               | Cairese                           |                       | 19             | Sogno           | Cairese                 |
| 2024-25  | Celle Varazze         |                                   | Rivasamba             | 24             | Zunino          | Campomorone Sant'Olcese |

## Edizioni vinte per squadra
| Squadra              | Titoli |
| -------------------- | ------ |
| Imperia              | 3      |
| Sanremese            | 3      |
| Sestrese             | 3      |
| Vado                 | 3      |
| Virtus Entella       | 3      |
| Fezzanese            | 2      |
| Ligorna              | 2      |
| Sestri Levante       | 2      |
| Albenga              | 1      |
| Albissola            | 1      |
| Arenzano             | 1      |
| Argentina            | 1      |
| Bogliasco            | 1      |
| Finale               | 1      |
| Fo.Ce. Vara          | 1      |
| Lavagnese            | 1      |
| Loanesi S. Francesco | 1      |
| Migliarinese         | 1      |
| Pontedecimo          | 1      |
| Savona               | 1      |
| Celle Varazze        | 1      |

## Le squadre partecipanti
Sono 80 le squadre ad avere preso parte ai 35 campionati di Eccellenza ligure che sono stati disputati a partire dal 1991-92 fino alla stagione 2025-2026 (in grassetto i club militanti nell'Eccellenza Liguria 2025-2026).
- 30:  Busalla
- 24:  Cairese
- 22:  Sammargheritese,  Ventimiglia
- 20:  Finale,  Pontedecimo[4],  Rivasamba,  San Francesco Loano[5]
- 19:  Sestrese
- 16:  Fezzanese,  Vado
- 15:  Albenga,  Imperia,  Sestri Levante
- 14:  Angelo Baiardo
- 13:  Genova,  Rapallo,  Virtus Entella[6]
- 10:  Argentina,  Molassana Boero
- 9:  Campomorone Sant'Olcese,  Fo.Ce. Vara[7]
- 8:  Arenzano[8],  Athletic Club Albaro,  Bogliasco,  Bolzanetese Virtus,  Pietra Ligure,  Valdivara[9]
- 7:  Lavagnese,  Pegliese,  Sarzanese
- 6:  Grassorutese,  Ligorna,  Taggia,  Voltrese
- 5:  Migliarinese,  Sampierdarenese,  Sanremese[10],  Santa Maria Fontanabuona[11],  Varazze Don Bosco[12],  Veloce Savona
- 4:  Alassio,  Andora,  Caperanese,  Corniglianese,  Magra Azzurri,  Vallesturla
- 3:  Canaletto,  Carcarese,  Casellese,  Ceparana[13],  Culmv Polis[14],  Golfo Paradiso,  Lerici[15],  Ospedaletti,  Polis Genova[16],  Rivarolese,  San Cipriano,  Serra Riccò
- 2:  Brugnato,  Cadimare,  Casarza Ligure,  Forza e Coraggio,  Golfodianese,  Mignanego,  Moconesi Fontanabuona,  Ortonovo,  Quiliano,  Savona
- 1:  Albissola,  Amicizia Lagaccio,  Bogliasco '76 Emiliani[17],  Bolanese,  Celle Varazze,  Cogoleto,  Millesimo,  Monterosso,  Praese,  Pro Imperia,  Vezzano

## Statistiche e curiosità
La serie più lunga di partecipazioni consecutive appartiene al Busalla (17, dal 1995-96 al 2011-12), che è anche la squadra con più partecipazioni all'Eccellenza ligure pur non avendola mai vinta.
La serie più lunga di partecipazione consecutive attualmente aperta è invece del Genova (13, dal 2013-2014).
L'Albissola è la squadra con il miglior rapporto tra edizioni vinte e partecipazioni multiple, essendosi laureata campione regionale nell'unico torneo disputato.